# Vima Takto

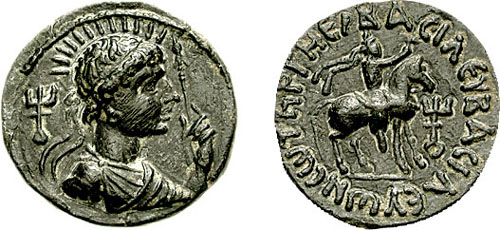
Münze des Vima Takto

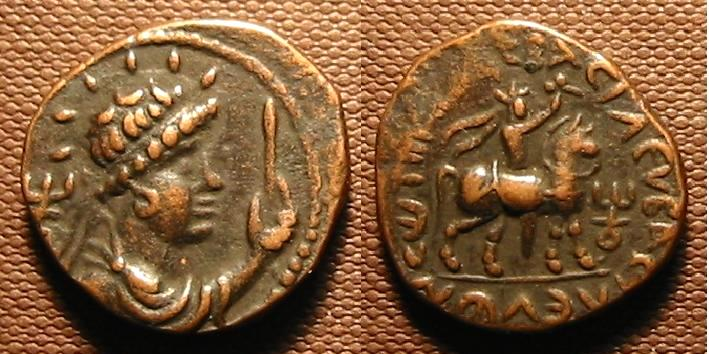
Bronzemünze des Vima Takto mit der Inschrift
ΒΑΣΙΛΕΥ ΒΑΣΙΛΕΥΩΝ ΣΩΤΗΡ ΜΕΓΑΣ (Basileu Basileon Sotēr Megas): König der Könige, großer Erlöser

Vima Takto war ein Großkönig (König der Könige, auch oft als Kaiser übersetzt) von Kuschana, der um 80–90 regierte.
Vima Takto galt lange als der namenlose König, denn auf seinen Münzen wird er nur als König der Könige und Großer Retter (Soter Megas) bezeichnet. Erst die Auffindung der Rabatak-Inschrift konnte die Verbindung dieser Münzen mit dem aus anderen Quellen bekannten Vima Takto herstellen.
Unter seiner Herrschaft wurde das Kuschana-Reich weiter ausgeweitet. Es erstreckte sich nun von Baktrien bis nach Nordindien und sogar bis an die Grenze Chinas. Vima Takto wird auch in chinesischen Quellen genannt. Diese berichten, dass er der Sohn seines Vorgängers Kujula Kadphises war und Teile von Indien eroberte.
Seine Münzen sind noch stark griechisch beeinflusst und zeigen meist seinen Kopf auf der Vorder- und einen Reiter mit Pferd auf der Rückseite. Die Legenden sind in Griechisch; die frühen Stücke zeigen Stier und Kamel auf den beiden Seiten und nennen seinen Titel in der lokalen Gandhari-Sprache, geschrieben in Kharoshthi.